# Jim Stewart
James "Jim" Garven Stewart (ur. 9 marca 1954 w Kilwinning) – szkocki piłkarz występujący podczas kariery na pozycji bramkarza.

## Kariera klubowa
Jim Stewart zawodową karierę rozpoczynał w 1972 roku w szkockim klubie Kilmarnock. W 1978 przeszedł do pierwszoligowego angielskiego Middlesbrough. Mając problemy z wywalczeniem miejsca w podstawowym składzie Boro odszedł do Rangers. Z The Gers zdobył Puchar Szkocji w 1981 oraz dwukrotnie Puchar Ligi Szkockiej w 1982 i 1984. W latach 1984–1986 był zawodnikiem St. Mirren. Karierę piłkarską zakończył w 1986 w trzecioligowym Partick Thistle.
| Sezon   | Klub                 | Kraj    | Rozgrywki        | Mecze | Bramki |
| ------- | -------------------- | ------- | ---------------- | ----- | ------ |
| 1972/73 | Kilmarnock F.C.      | Szkocja | Division One     | 22    | 0      |
| 1973/74 | Kilmarnock F.C.      | Szkocja | Division One     | 35    | 0      |
| 1974/75 | Kilmarnock F.C.      | Szkocja | Division One     | 18    | 0      |
| 1975/76 | Kilmarnock F.C.      | Szkocja | Premier Division | 26    | 0      |
| 1976/77 | Kilmarnock F.C.      | Szkocja | Premier Division | 35    | 0      |
| 1977/78 | Kilmarnock F.C.      | Szkocja | Premier Division | 22    | 0      |
| 1978/79 | Middlesbrough F.C.   | Anglia  | Division One     | 27    | 0      |
| 1979/80 | Middlesbrough F.C.   | Anglia  | Division One     | 5     | 0      |
| 1980/81 | Middlesbrough F.C.   | Anglia  | Division One     | 2     | 0      |
| 1980/81 | Rangers F.C.         | Szkocja | Premier Division | 10    | 0      |
| 1981/82 | Rangers F.C.         | Szkocja | Premier Division | 26    | 0      |
| 1982/83 | Rangers F.C.         | Szkocja | Premier Division | 18    | 0      |
| 1983/84 | Rangers F.C.         | Szkocja | Premier Division | 2     | 0      |
| 1983/84 | Dumbarton F.C.       | Szkocja | Division Three   | 2     | 0      |
| 1984/85 | St. Mirren F.C.      | Szkocja | Premier Division | ?     | 0      |
| 1985/86 | St. Mirren F.C.      | Szkocja | Premier Division | ?     | 0      |
| 1986/87 | Partick Thistle F.C. | Szkocja | Division Two     | 8     | 0      |

## Kariera reprezentacyjna
W reprezentacji Szkocji Stewart zadebiutował 15 czerwca 1977 w wygranym 4-2 towarzyskim meczu z Chile. Drugi i zarazem ostatni raz w reprezentacji wystąpił 25 października 1978 w wygranym 3-2 meczu eliminacji Euro 80 z Norwegią. Wcześniej w 1974 był powołany do kadry na mistrzostwa świata, na których był rezerwowym.
| Mecze i gole w reprezentacji | Mecze i gole w reprezentacji | Mecze i gole w reprezentacji | Mecze i gole w reprezentacji | Mecze i gole w reprezentacji | Mecze i gole w reprezentacji | Mecze i gole w reprezentacji |
| #                            | Data                         | Miasto                       | Przeciwnik                   | Gol                          | Wynik                        |                              |
| ---------------------------- | ---------------------------- | ---------------------------- | ---------------------------- | ---------------------------- | ---------------------------- | ---------------------------- |
| 1.                           | 27.03.1974                   | Santiago                     | Chile                        |                              | 4:2                          | towarzyski                   |
| 2.                           | 25.10.1978                   | Glasgow                      | Norwegia                     |                              | 3:2                          | towarzyski                   |